# Aeroporto Internacional de Halifax
O Aeroporto Internacional de Halifax é o principal aeroporto servindo Halifax, localizado na província canadense de Nova Escócia. O aeroporto é o sétimo mais movimentado do país, em termos de tráfego de passageiros.